# Sundasciurus
Sundasciurus é um gênero de roedores da família Sciuridae.

## Espécies
- Sundasciurus brookei (Thomas, 1892)
- Sundasciurus davensis (Sanborn, 1952)
- Sundasciurus fraterculus (Thomas, 1895)
- Sundasciurus hippurus (I. Geoffroy, 1831)
- Sundasciurus hoogstraali (Sanborn, 1952)
- Sundasciurus jentinki (Thomas, 1887)
- Sundasciurus juvencus (Thomas, 1908)
- Sundasciurus lowii (Thomas, 1892)
- Sundasciurus mindanensis (Steere, 1890)
- Sundasciurus moellendorffi (Matschie, 1898)
- Sundasciurus philippinensis (Waterhouse, 1839)
- Sundasciurus rabori Heaney, 1979
- Sundasciurus samarensis (Steere, 1890)
- Sundasciurus steerii (Günther, 1877)
- Sundasciurus tenuis (Horsfield, 1824)